# Amerika (schip, 1905)
De Amerika, later omgedoopt tot USS America en Edmund B. Alexander, was een passagiersschip van de rederij Hamburg Amerika Line en werd bij uitzondering gebouwd door Harland & Wolff die normaal een exclusief contract hadden met de White Star Line. Het schip voer voornamelijk op de lijn Hamburg-New York.
De Amerika was het eerste schip met liften aan boord. César Ritz, stichter van The Ritz-Carlton, en Charles Mewès ontwierpen het interieur van het restaurant.
Het schip ramde op 4 oktober 1912 de Britse onderzeeër B2 net buiten Dover. Hierbij verloren 15 mensen het leven.

## Eerste Wereldoorlog
Op 9 mei 1914 zette de Amerika koers richting de Verenigde Staten en werd aldaar aan de ketting gelegd tot 1917. Het schip werd door de Amerikanen omgedoopt tot de USS America en tussen 1917 en 1919 ingezet als troepentransportschip.
Op 14 juli 1918 kwam het schip in aanvaring met het Britse schip Instructor. Hierbij vielen 16 doden. Het schip zonk zelf tijdens het laden van kolen, waarbij zes doden vielen. De stoomketels werden aangepast naar oliestook, in plaats van kolen.
Vanaf 1921 werd het schip overgedragen aan de rederij United States Lines dat het inzette voor vervoer tussen Duitsland en de VS.

## Tweede Wereldoorlog
Vanaf 1940 werd het schip opnieuw ingezet voor transport van troepen en in 1941 omgedoopt tot Edmund B. Alexander. In 1943 werden de stoommachines verbeterd. Het werd in 1949 aan de kade gelegd in Baltimore en vervolgens naar de Hudson gesleept. In 1957 werd het gesloopt.